# Centaurus Verlag
Die Centaurus Verlag & Media UG (haftungsbeschränkt) war ein deutscher Verlag, der hauptsächlich wissenschaftliche Literatur aus verschiedenen Fachbereichen veröffentlichte und seinen Sitz in Baden-Württemberg hatte. Zum 1. Januar 2015 übernahm Springer VS das Buchprogramm des Verlags.

## Geschichte
Der nach dem Fabelwesen Kentaur benannte Verlag wurde 1983 in Pfaffenweiler als wissenschaftlicher Fachverlag gegründet und zog im Jahr 2000 nach Herbolzheim. Der Verlag war von Viljem Mocnik, dem Geschäftsführer des Unternehmens Primotec-Printware gekauft worden. Nachdem Ende März 2009 die deutsche Filiale des Memento Verlages eingestellt worden war, übernahm Petra Sanft, die Leiterin der dortigen Marketing-Abteilung, den Centaurus Verlag. Über den Verlag organisierte sie den Abverkauf der Memento-Rechtshandbücher. Zudem zog das Verlagsbüro in die Freiburger Kaiser-Joseph-Straße, Sitz war jedoch weiterhin Herbolzheim. Der Verlag gehörte dem Börsenverein des Deutschen Buchhandels an und kooperiert seit 2011 mit dem Social Science Open Access Repository sowie mit der Publikationsplattform pedocs des Fachportals Pädagogik.
Die Verlegerin Petra Sanft verstarb 2013. Zum 1. Januar 2015 übernahm Springer VS den Verlag, das Programm wird unter dem Namen Edition Centaurus weitergeführt.

## Programm
Das Verlagsprogramm gliedert sich in zwei Bereiche. Einmal in den Bereich centaurus wissenschaft, in dem Studien der Rechts- und Wirtschaftswissenschaften, der Erziehungs- und Sozialwissenschaften, der Sprach-, Kultur- und Kunstwissenschaften sowie der Geschichte und Philosophie verlegt werden. Hier hat sich der Verlag auf wissenschaftliche Monographien, die Veröffentlichung von Dissertationen und Habilitationen, Sammel- und Tagungsbänden sowie Diplom-, Bachelor-, Magister oder Abschlussarbeiten spezialisiert. Seit 1990 gehört die Zeitschrift Soziale Probleme zum Portfolio.
Zum anderen werden unter centaurus edition Sachbücher, Ratgeber sowie essayistische Literatur veröffentlicht. In diesem Bereich erschien 2007 die Reihe Lebensformen (herausgegeben von Ulrich Beer) sowie seit 2011 die der Centaurus Paper Apps.
Insgesamt veröffentlicht der Centaurus Verlag über 100 Schriftenreihen. Bei vielen dieser Reihen arbeitet Centaurus mit Professoren und Hochschulinstituten als Herausgeber zusammen. So veröffentlichen etwa Marianne Kosmann, Katja Nowacki und Ahmet Toprak von der Fachhochschule Dortmund, die Reihe Gender and Diversity. Wolfgang U. Eckart von der Universität Heidelberg bringt zudem die Reihe Neuere Medizin- und Wissenschaftsgeschichte heraus. Insbesondere die juristischen und kriminologischen Schriftenreihen, wie etwa die von Bernd Schünemann und Klaus Tiedemann herausgegebenen Studien zum Wirtschaftsstrafrecht haben den Verlag bekannt gemacht. Das Verlagsprogramm umfasste Mitte 2011 etwa 1.800 Titel, jedes Jahr wird dieses um etwa 100 Neuerscheinungen erweitert.

## Herausgeber und Autoren

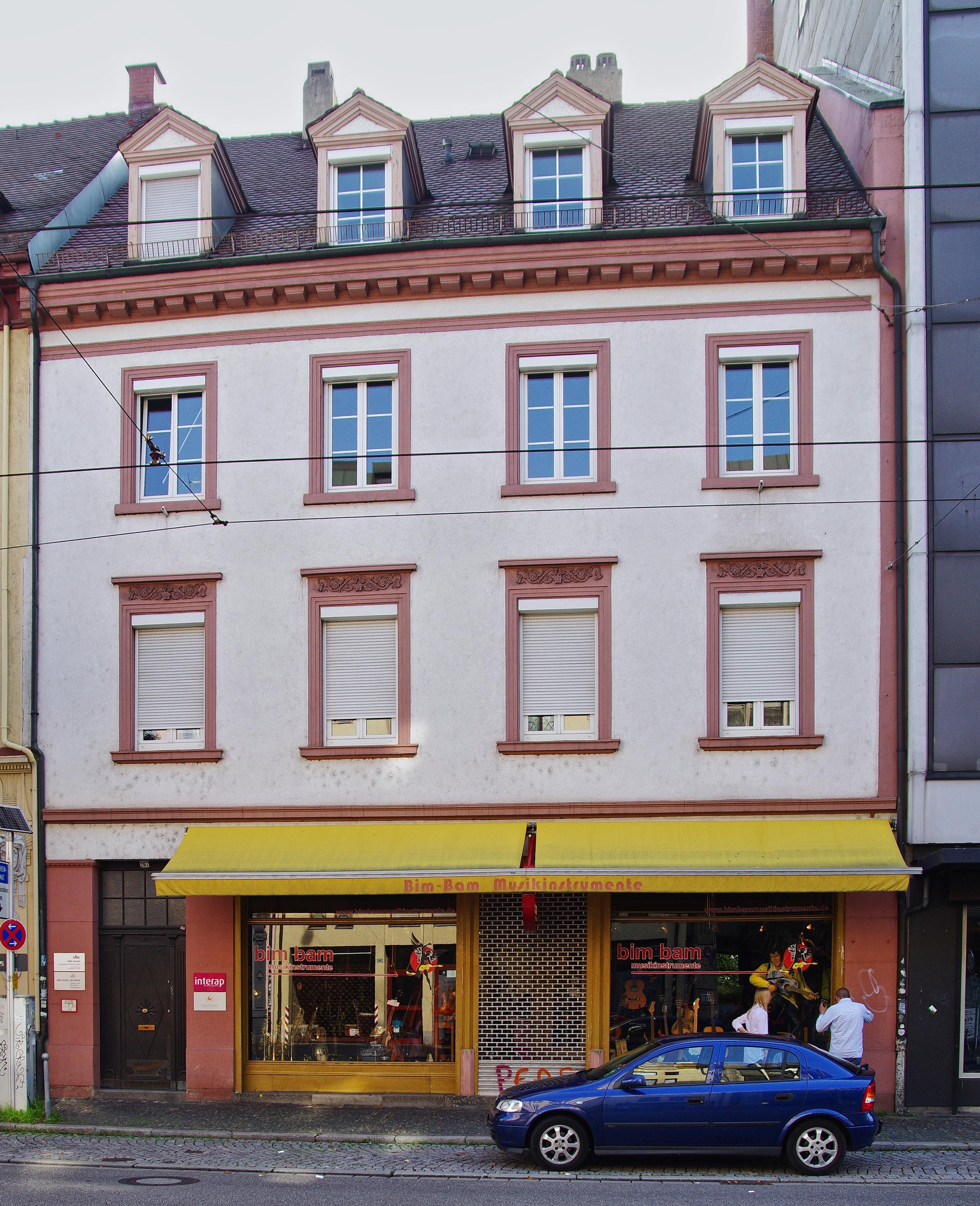
Ehemaliges Verlagsbüro in Freiburg

Bedeutende Herausgeber und Autoren des Verlages sind und waren u. a.:
- Jens Benicke (* 1975), Politikwissenschaftler
- Adelheid Biesecker (* 1942), Wirtschaftswissenschaftlerin
- Gerold Blümle (* 1937),  Wirtschaftswissenschaftler
- Bodo von Borries (* 1943),  Geschichtsdidaktiker und Historiker
- Ditmar Brock (1947–2020),  Soziologe
- Johannes Feest (* 1939),  Kriminalwissenschaftler und Rechtssoziologe
- Erich Fromm (1900–1980),  deutsch-US-amerikanischer Psychoanalytiker, Philosoph und Sozialpsychologe
- Christiane Goldenstedt (* 1955), Historikerin/Romanistin
- Rolf Gröschner (* 1947), Jurist, Professor für Öffentliches Recht und Rechtsphilosophie;
- Carol Hagemann-White (* 1942), US-amerikanische Soziologin, die seit 1964 in Deutschland lebt und arbeitet
- Christoph Hamann (* 1955),  Gesellschaftswissenschaftler
- Eike Hennig (* 1943),  Politikwissenschaftler und Soziologe
- Matthias Jacobs (* 1965),  Rechtswissenschaftler
- Astrid Kaiser (* 1948), Erziehungswissenschaftlerin
- Heiner Keupp (* 1943),  Sozialpsychologe, Professor an der Universität München
- Ludger Kowal-Summek (* 1956), Erziehungswissenschaftler, Musikpädagoge und Musiktherapeut
- Annette Kuhn (1934–2019), Historikerin
- Siegfried Lamnek (* 1943),  Soziologe und Lehrbuchautor
- Rüdiger Lautmann (* 1935),  Soziologe
- Friedrich Lösel (* 1945),  Psychologe und Kriminologe
- Maria Mies (1931–2023), Soziologin
- Frank Neubacher (* 1965),  Rechtswissenschaftler und Kriminologe
- Hans-Jürgen Pandel (* 1940),  Historiker und Geschichtsdidaktiker
- Lieselotte Pongratz (1923–2001), Soziologin und Kriminologin
- Valentine Rothe (* 1934), Historikerin
- Hans Ruh (1933–2021),  Schweizer Sozialethiker und Mitbegründer des Ethikfonds „BlueValue“
- Fritz Sack (* 1931),  Soziologe und Kriminologe
- Barbara Schaeffer-Hegel (* 1936), Erziehungswissenschaftlerin
- Albert Scherr (* 1958),  Soziologe und Sozialarbeitswissenschaftler
- Winfried Schulze (* 1942),  Historiker und ehemaliger Vorsitzender des Wissenschaftsrats
- Klaus Sessar (* 1937),  Rechtswissenschaftler und Kriminologe
- Rüdiger Voigt (* 1941),  Verwaltungswissenschaftler
- Michael Walter (1944–2014), Kriminologe
- Claudia von Werlhof (* 1943), Politikwissenschaftlerin